# Karel Hail
Karel Hail (25. dubna 1819 Český Krumlov – 22. června 1893 Příbram), původním povoláním obchodní cestující a obchodník, byl poručík a později velitel a čestný setník priv. c. k. měšťanského ostrostřeleckého sboru, poštmistr, starosta okresního zastupitelstva i královského horního města Příbrami a čestný občan města Příbrami, první starosta příbramské obce sokolské, předseda příbramské spořitelny, ředitel okresní všeobecné veřejné nemocnice, člen c. k. okresní rady, člen mnoha vlasteneckých a dobročinných spolků v Příbrami.

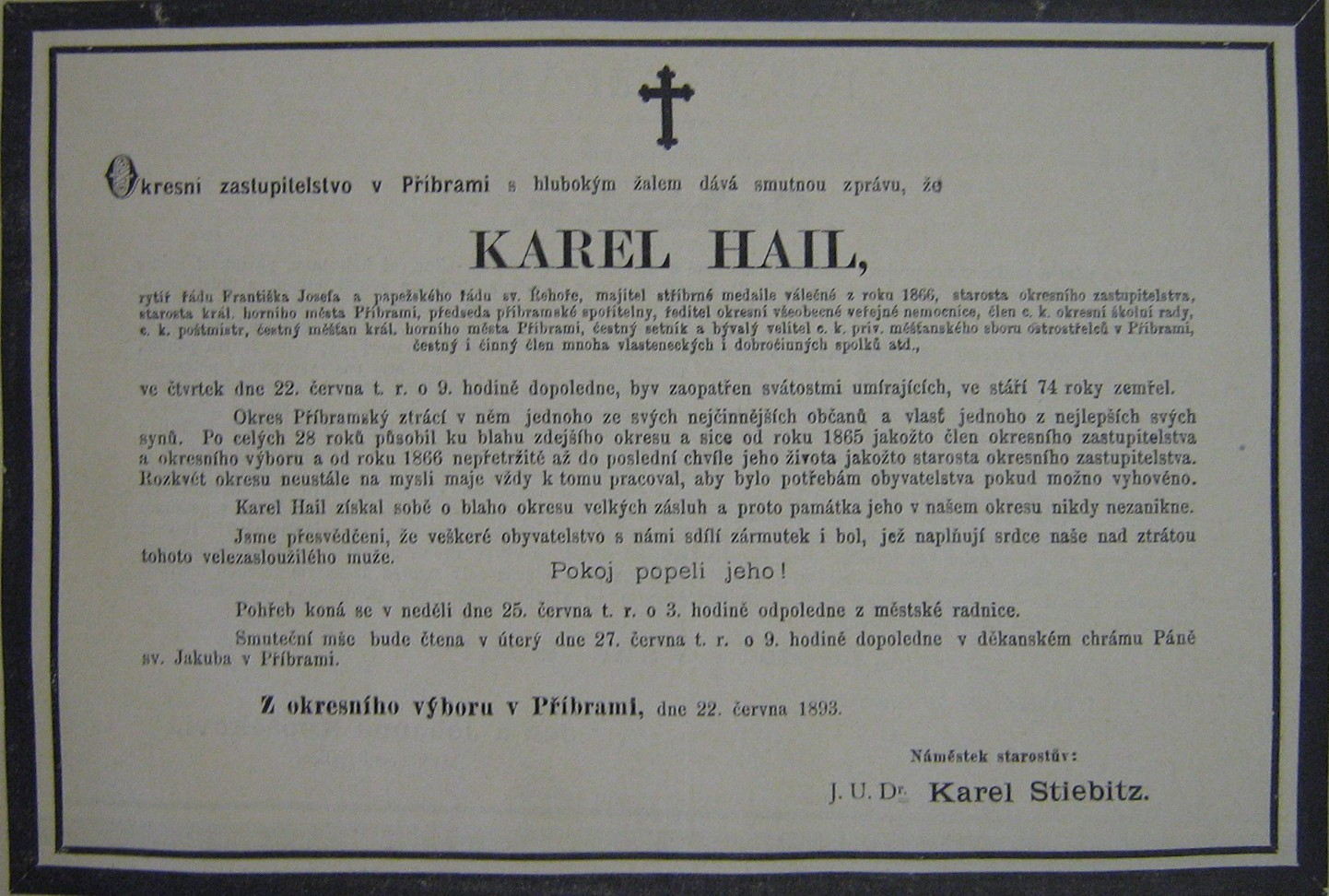
Oznámení o úmrtí Karla Haila v roce 1893

## Životopis
Vyučil se kupcem v Praze a jako obchodní cestující poznal Příbram. Zde si na náměstí v domě „Fuoronském“ pronajal obchod, kde si roku 1844 otevřel koloniál. V Příbrami zdomácněl. Roku 1847 se stal poručíkem ostrostřeleckého sboru a o čtyři roky později táhl s gardou na pomoc ostřelované Praze. Téhož roku zakoupil za 5400 zlatých dům čp. 64 v Plzeňské ulici (později Pelzova knihtiskárna), kam s obchodem přesídlil. Roku 1850 byl zvolen do obecního zastupitelstva, v němž úřadoval jako radní. Léta 1853 se stal velitelem ostrostřeleckého sboru a po pěti létech C. a k. poštmistrem. Tento úřad vedl nejprve sám, později s mnohými pomocníky až do své smrti. V letech 1863–1864 a znovu v letech 1867–1893 byl starostou Příbrami. Ve svých 46 letech byl roku 1865 zvolen i do okresního zastupitelstva a okresního výboru a roku 1866 byl zvolen do funkce starosty okresního zastupitelstva, kterou vykonával až do své smrti. Má, i jako jeden ze zakládajících členů, významné zásluhy o příbramskou TJ Sokol, v níž byl prvním starostou. Přesto však nikdy v kroji nevystupoval. Rovněž má značné zásluhy na tom, že se Příbram stala školským městem – za něho byly v Příbrami zřízeny měšťanské školy, učitelský ústav i reálné gymnasium. Byl též členem všech příbramských spolků, z nichž u většiny členem čestným. Za své zásluhy byl vyznamenán roku 1888 řádem sv. Řehoře a později 1889 rytířským řádem Františka Josefa. Byl velkým dobrodincem chudých, nemocných, sirotků i studentstva. Proto jeho smrti želel kdekdo. Příbramská obec, jejímž byl (z usnesení obecního výboru 12. října roku 1889) čestným členem, vypravila mu 24. června 1893 nádherný pohřeb z radniční budovy na městský hřbitov.

## Památka
V souvislosti s výročím 120 let od úmrtí Karla Haila, vypravil příbramský Sokol smuteční průvod, aby příbramským občanům připomněl jeho život a význam pro město Příbram. V čele průvodu byla nesena státní vlajka, portrét Karla Haila a černý prapor. Tato akce se u zúčastněné veřejnosti setkala s ohlasem.
Je po něm pojmenována Hailova ulice v centru Příbrami.

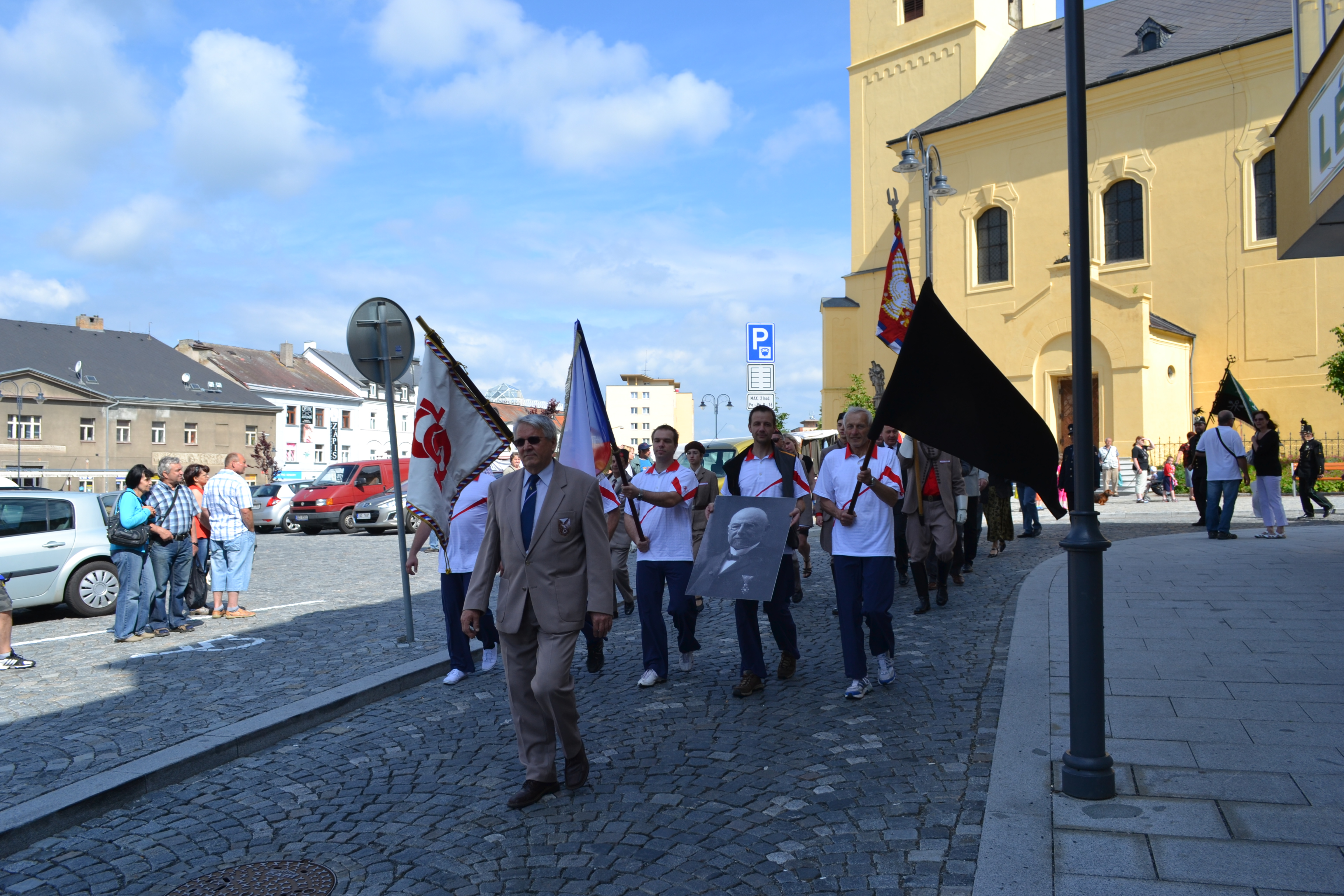
Čelo smutečního průvodu 15. června 2013 na náměstí T. G. Masaryka v Příbrami. V čele průvodu starosta TJ Sokol Příbram S. Chrastina.
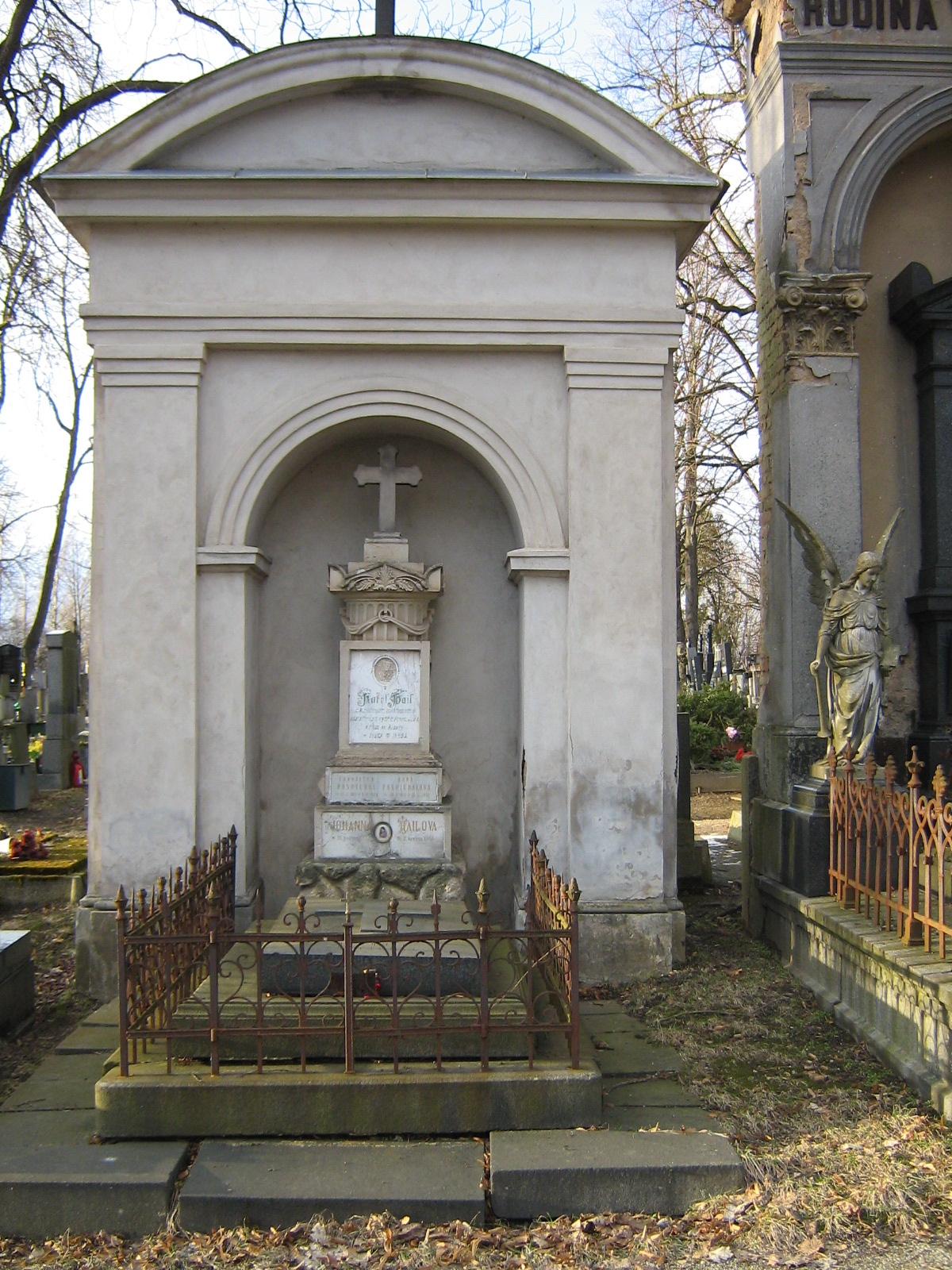
Hrob Karla Haila na příbramském hřbitově